# Râul Înfundăturii
Râul Înfundăturii este un curs de apă, afluent al râului Hârtibaciu. 